# Jauría (álbum)
Jauría es el primer álbum de la banda argentina Jauría, grabado durante el mes de septiembre de 2010 en el barrio porteño de Floresta, siendo lanzado al público en diciembre de ese mismo mes. El disco estuvo producido por Jim Wirt y la banda.

## Canciones
1. El tren (3:09)
2. Ascenso (3:27)
3. Indios kilme (2:40)
4. Sigue! (2:32)
5. Adiós a Dios (3:47)
6. Austin (3:40)
7. The Imperial March (0:44)
8. Guerra en las galaxias (2:38)
9. Morgue corazón (3:08)
10. Astros bajo el mar (4:09)
11. Religionaré (2:48)
12. Shangri-la (3:03)
13. El tiempo (2:55)
14. Habla Tosco (0:44)
15. Tosco (3:09)
16. Océano anárquico (4:02)
17. La Jauría (2:58)

## Miembros
- Ciro Pertusi: Voz líder y guitarra.
- Estebán Serniotti: Guitarra, coros y voces.
- Mauro Ambesi: Bajo, coros y voces.
- Ray Fajardo: Batería.

Loops, fx, secuencias y teclas compuestas y grabadas por Ray Fajardo en estudio 5.º Adrogué.

## Invitados
- Martín "Tucan" Bosa: Hammond y pianos en "Austin" y "Astros bajo el mar". Hammond en "Indios kilme","Morgue corazón" , "Shangri-la" y "Tosco".
- Nicolás Sorín: Composición, sintetizadores, y dirección de arreglos de cuerdas en "Austin" y "Religionaré". Hammond en "Religionaré".
- Demián Luaces: Violín en "Austin" y "Religionaré".
- Leila Cherro: Chelo en "Austin" y "Religionaré".
- Federico Pertusi: coros adicionales en todas las canciones.